# Rocosa
Rocosa är en udde i Antarktis. Den ligger i Sydshetlandsöarna. Argentina, Chile och Storbritannien gör anspråk på området.
Terrängen inåt land är huvudsakligen kuperad, men norrut är den platt. Havet är nära Rocosa åt nordväst. Trakten är glest befolkad. Närmaste befolkade plats är Commandante Ferraz Station, 19,5 kilometer öster om Rocosa. 